# Jakub Łychowski
Jakub Łychowski herbu Jasieńczyk (zm. w 1629 roku) – łowczy halicki w latach 1613–1621.

## Życiorys
W 1613 roku jako poseł ziemi halickiej na sejm nadzwyczajny został wyznaczony do Trybunału Skarbowego Koronnego.